# 975 Perseverantia
975 Perseverantia је астероид главног астероидног појаса. Приближан пречник астероида је 26,49 , 
а средња удаљеност астероида од Сунца износи 2,836 астрономских јединица (АЈ). 
Инклинација (нагиб) орбите у односу на раван еклиптике је 2,558 степени, а орбитални период износи 1745,328 дана (4,778 године). Ексцентрицитет орбите астероида износи 0,033. 
Апсолутна магнитуда астероида износи 10,41 а геометријски албедо 0,172.
Астероид је откривен 27. марта 1922. године.